# Gillebert de Berneville
Gillebert (Guillebert) de Berneville (fl. c. 1250–70) era un trouvère francés. Según Theodore Karp, en su época, "su poesía era muy apreciada", pero "no es ni original ni profundo," sino que era y es admirado más por su "facilidad, gracia y maestría de forma". Fresco enumera 35 canciones de Gillebert, de las cuales cinco son únicas (encontradas en un solo manuscrito) y algunas están copiadas en hasta siete fuentes.
Gillebert trabajó dentro del círculo de poetas de Arras, el cual es cercano a su ciudad natal de Berneville, y tenía contacto con los hombres más prominentes de la región. Compuso jeux-partis (juegos partidos) con Enrique III, el Duque de Brabant, y Thomas Herier. También entró en competiciones bajo el juicio de Charles de Anjou, Raoul de Soissons, el Châtelain de Beaumetz, Hue d'Arras y quizás Beatrice, hermana de Enrique III y viuda de William II, Conde de Flanders. Gillebert dedicó chansons a Charles de Anjou, Huitace de Fontaines, Béatrice d'Audenarde y Colart le Boutellier. Su chanson "Je n'ëusse ja chanté" fue "coronada" (couronnée) por el Puy d'Arras, y diez poemas posteriores se inspiran en obras que se le atribuyen. Roussiaus le Taillier trató de halagarle en su Arras est escole de tous biens entendre.
Fresco data los poemas en el tercer trimestre del siglo XIII. Gillebert Aparece en la necrología de juglares y burgués de Arras que se celebró en masa en Pentecostés de 1270, así que debe de haber muerto entre la fecha de esta conmemoración y la del año anterior (i.e. algún momento entre el 2 de febrero y el 1 de junio de 1270). Una interpretación del jeu parti entre Gillebert y Henry III de Brabant se puede ver aquí. 

## Ediciones
- Karen Fresco, ed. (1988) Gillebert de Berneville: Les Poésies. Geneva: Droz.